# Purple Pills
«Purple Pills» — другий сингл з дебютного студійного альбому гурту D12 Devil's Night, виданий 9 липня 2001 р. Пісня посіла 19-те місце чарту Billboard Hot 100 та 2-гу сходинку чарту UK Singles Chart.
Текст альбомної версії треку містить багато посилань на вживання наркотиків («фіолетові пігулки», «золоті тюлені», «грибна гора»). Через це для радіо та телебачення випустили цензуровану версію під назвою «Purple Hills». Рядок «Я був на грибній горі» (англ. «I've been to mushroom mountain») було замінено на «Я піднявся на найвищу гору» (англ. «I've climbed the highest mountain»); «Я прийняв кілька стимулянтів, я проковтнув трохи заспокійливого» (англ. «I take a couple uppers, I down a couple downers») — на «Я відвідав багато місць, я побачив багато облич» (англ. «I've been so many places, I've seen so many faces»). Через свій зміст більшу частину куплету репера Bizarre також піддано цензурі.

## Список пісень
- Американський та британський 12" віниловий промо-сингл[1]

1. «Purple Hills» — 5:05
2. «Purple Pills» — 5:05
3. «Purple Pills» (Instrumental) — 5:05
4. «Purple Pills» (Acapella) — 5:08
5. «That's How» (Clean Version) — 4:44
6. «That's How» (Explicit Version) — 4:44
7. «That's How» (Instrumental) — 4:44
8. «That's How» (Acapella) — 4:48

- Британський 12" віниловий сингл[2]

1. «Purple Pills» — 5:05
2. «Shit on You» — 5:30
3. «That's How» — 4:48

- Британський сингл на касеті

1. «Purple Pills» — 5:05
2. «Shit on You» — 5:30

- Європейський та австралійський CD-сингл[3][4]

1. «Purple Pills» — 5:05
2. «Shit on You» — 5:30
3. «That's How» — 4:48
4. «Purple Hills» (Music Video) — 4:29

## Чартові позиції
| Чарт (2001)                        | Найвища позиція |
| ---------------------------------- | --------------- |
| Австралія                          | 3               |
| Австрія                            | 41              |
| Валлонія                           | 22              |
| Велика Британія                    | 2               |
| Ірландія                           | 1               |
| Італія                             | 18              |
| Нідерланди                         | 10              |
| Німеччина                          | 39              |
| Нова Зеландія                      | 17              |
| Норвегія                           | 2               |
| США                                | 19              |
| US Billboard Hot R&B/Hip-Hop Songs | 21              |
| US Billboard Rap Songs             | 1               |
| Фінляндія                          | 10              |
| Фландрія                           | 8               |
| Швейцарія                          | 25              |
| Швеція                             | 5               |